# 尤柳·马纽
尤柳·马纽（羅馬尼亞語：Iuliu Maniu，發音：[ˈjulju maˈni.u]，1873年1月8日—1953年2月5日）是罗马尼亚政治家、国家农民党领袖，三次出任罗马尼亚首相。

## 生平
1906年马纽进入匈牙利议会。一战前为特兰西瓦尼亚民族党领袖之一。第一次世界大战期间他在奥匈帝国军队中服役。1918年5月组织罗马尼亚士兵暴动。同年12月当选为特兰西瓦尼亚指导委员会主席，宣布与罗马尼亚合并。1919年当选为罗马尼亚议会议员。1926年他的特兰西瓦尼亚民族党同扬·米哈拉凯（Ion Mihalache）的农民党联合，成立国家农民党，马纽担任领袖。
1928—1930年马纽出任首相。1930年6月，在外流亡的卡罗尔亲王回国即王位，马纽因反对国王继续与玛格达·卢佩斯库私通而于10月辞职。马纽於1932年10月再次出任首相，但於1933年因和卡罗尔二世冲突加剧而再次辞职。
1937年，马纽与铁卫团结成竞选联盟。第二次世界大战期间，他最初支持罗马尼亚进攻苏联，而在1944年8月又参加政变，使罗马尼亚参加对德战争。1945年共产党政权确立后，他的处境越来越不妙。1947年11月因间谍和叛国罪被捕，1953年死于狱中。